# Tone Kovič
Tone Kovič, slovenski metalurg in politik, * 1931, Ljubljana.
Kovič je bil sprva zaposlen v ljubljanskem Litostroju, nato pa se je udejstvoval na političnem pordročju, od leta 1965 kot poslanec v Gospodarskem zboru Republiške skupščine, med letoma 1973 in 1978 pa je bil predsednik Skupščine mesta Ljubljana (župan mesta). Kasneje je deloval kot član Izvršnega sveta RS, republiški sekretar za industrijo ter predstavnik Gospodarske zbornice Jugoslavije v Stockholmu.